# Antonio Ayné Arnau
Antonio Ayné Arnau   (la Granada, 26 de desembre de 1914 - Barcelona, 17 de novembre de 1974) va ser un editor i guionista de còmics català que va contribuir a la renovació de la indústria autòctona. Era cosí del també historietista Antonio Ayné Esbert.

## Biografia
Va començar la seva trajectòria editorial escrivint contes per a l'editorial Bruguera i el quadern d'aventures Huracán y Polvorilla, que va dibuixar Iranzo. El 1945 va fundar Ediciones Toray, on va crear sèries com El Capitán Coraje (1946) i El Espadachín de Hierro, il·lustrades per Macabich i Manuel Gago, respectivament.
Entre el 1945 i 1950 va editar nombrosos còmics, obtenint major èxit les col·leccions Azucena dibuixada per Rosa Galcerán i Hazañas Bélicas il·lustrada per Boixcar.
A mitjans dels cinquanta va publicar contes infantils com Cachito o contes per acolorir. També novel·les de l'oest i del gènere romàntic.
El 1956 va fundar l'agència Selecciones Ilustradas, al costat de Josep Toutain.
A la fi de la dècada del 1950 va col·laborar amb Aredit Artima (editorial del nord de França), va crear sucursals a Madrid i amb Aredit a Itàlia i Alemanya. Entre els anys 1957 i 1958 va crear Edicions Toray a l'Argentina i una sucursal a Mèxic.
En la dècada del 1960, va publicar llibres juvenils com Puck, Los Hollister o Lucky Luck ; també llibres d'assaig, col·leccions com Els diamants de l'art o com l'Enciclopèdia de la dona. Des de 1960 a 1974 va editar nombrosos llibres de medicina. Amb la col·laboració dels doctors Pedro i Pons i Giménez Díaz va néixer la col·lecció Medicina de hoy. Un dels projectes més importants en medicina va ser la realització de la Patologia General.
A la fi de la dècada del 1960 va fundar juntament amb l'editorial Mason (de França) l'editorial Toray Mason dedicada exclusivament a llibres de Medicina.

## Obra
| Any  | Títol                               | Dibuixant          | Publicació                                        |
| ---- | ----------------------------------- | ------------------ | ------------------------------------------------- |
| 1944 | Huracán y Polvorilla                | Juan García Iranzo | Editorial Bruguera: Col·lecció Aventuras y Viajes |
| 1945 | Cuento de hadas, núm. 1             |                    | Editorial Marco                                   |
| 1946 | El Capitán Coraje, núm. 1           | Jordi Macabich     | Ediciones Toray                                   |
| 1947 | El Espadachín de Hierro             | Manuel Gago García | Ediciones Toray                                   |
| 1975 | Purk, "el hombre de piedra", núm. 3 |                    | Editorial Valenciana                              |
| 1982 | El halcón negro, núm. 1 i 2         |                    | Ediciones Ursus                                   |